# 몬덴촌
몬덴촌(門田村)은 후쿠시마현 기타아이즈군에 설치되었던 촌이다. 1955년 1월 1일 몬덴촌 및 기타아이즈군 미나토촌, 잇키촌, 고야촌, 고자시촌, 오토촌, 히가시야마촌 등 7개 촌이 와카마쓰시에 편입합병되고 폐지되었다.